# غسان سركيس
غسان سركيس (بكفيا، 8 أغسطس 1957) هو من أبرز مدربي كرة السلة اللبنانية، حاليًا لفريق المريميين الشانفيل.

## خلفية
ولد في بكفيا، المتن في 8 أغسطس 1957.
درب نادي أعمال بكفيا، كهرباء ذوق مكايل، أبناء نبتون، الحكمة، و‌الرياضي بيروت.
قدم فوز الحكمة في كأس آسيا لكرة السلة لحسن نصر الله، وشارك مع الفريق المذكور في بطولة العالم في ميلانو، وعرف بمواقفه السابقة التي كانت داعمة لرئيس الجمهورية العماد ميشال عون و‌جبران باسيل.
في عام 2021، أثناء جائحة فيروس كورونا، تدهورت صحة المدير الفني والمدرب الوطني سركيس بعد إصابته بفيروس كورونا على متن الطائرة أثناء عودته من السعودية لقضاء فترة قصيرة مع أسرته، مما استدعى نقله إلى المركز المكثف. الرعاية في مستشفى القديس جاورجيوس الجامعي في الأشرفية بعد أن شعر بضيق في التنفس.
وبدأت حالته تتحسن تدريجياً، بحسب ابنته ستيفاني سركيس، حيث تم نقله إلى غرفة عادية وبدأ يتعافى دون إنكار الحاجة إلى قضاء المزيد من الأيام في المستشفى. ولكن، تدهورت صحته مرة أخرى وهو الآن في العناية المركزة.

## الفرق السابقة
- الحكمة
- شامفيل
- همنتمن
- عمشيت